# Orchamps-Vennes
Orchamps-Vennes – miejscowość i gmina we Francji, w regionie Burgundia-Franche-Comté, w departamencie Doubs.
Według danych na rok 1990 gminę zamieszkiwało 1497 osób, a gęstość zaludnienia wynosiła 60 osób/km² (wśród 1786 gmin Franche-Comté Orchamps-Vennes plasuje się na 110. miejscu pod względem liczby ludności, natomiast pod względem powierzchni na miejscu 64.).